# Pseudovidalininae
Pseudovidalininae es una subfamilia de foraminíferos bentónicos de la Familia Pseudovidalinidae, de la Superfamilia Involutininoidea y del Orden Involutinida. Su rango cronoestratigráfico abarca desde el Moscoviense superior (Carbonífero superior) hasta el Guadalupiense (Pérmico medio).

## Discusión
Clasificaciones previas hubiesen incluido Pseudovidalininae en la Familia Involutinidae. Clasificaciones más recientes incluyen Pseudovidalininae en el Suborden Archaediscina, del Orden Archaediscida, de la Subclase Afusulinana y de la Clase Fusulinata.

## Clasificación
Pseudovidalininae incluye a los siguientes géneros:
- Altineria †
- Asselodiscus †
- Pseudovidalina †, también considerado en Subfamilia Aulotortinae
- Raphconilia †

Otros géneros considerados en Pseudovidalininae son:
- Angelina †, considerado sinónimo posterior de Pseudovidalina
- Conilia †, sustituido por Raphconilia
- Falsodiscus †, considerado sinónimo posterior de Pseudovidalina
- Xingshandiscus †, considerado sinónimo posterior de Pseudovidalina